# Douglas Hyde

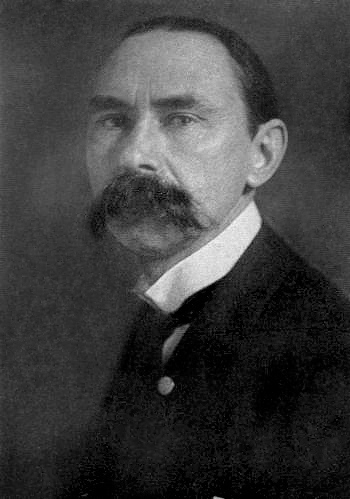
Douglas Hyde (1913)

Douglas Hyde (irisch Dubhghlas de hÍde; * 17. Januar 1860 in Castlerea, Irland; † 12. Juli 1949 in Dublin) war ein irischer Dichter und von 1938 bis 1945 der erste Präsident von Irland.

## Biografie
Douglas Hyde war Sohn eines Geistlichen der Church of Ireland. Nach der Schulzeit studierte er Rechtswissenschaften, war aber anschließend nicht als Jurist tätig. Er gründete im Jahre 1893 die Gaelic League zur Wiederbelebung und Pflege der irischen Sprache, der er bis 1915 als Präsident vorstand. 1891 erhielt er eine Berufung zum Professor für Moderne Sprachen an der University of New Brunswick in Kanada, kehrte aber zwei Jahre später nach Irland zurück. Von 1909 bis 1932 dozierte er als Professor für Modernes Irisch am University College Dublin. Er engagierte sich als Präsident der „Irish National Literary Society“. 
Die neue Verfassung von Irland von 1937, eingeführt durch die Regierung Eamon de Valera, füllte die Lücke des abgeschafften Generalgouverneurs durch die Einführung eines direkt gewählten Präsidenten. Douglas Hyde wurde 1938 erster Präsident von Irland. Er wurde von allen Parteien gewählt. Als Präsident übernahm er entsprechend der Verfassung keinerlei internationale Aufgaben. Gleichzeitig war die Rolle des irischen Königs in dieser Zeit für die meisten irischen Bürger nicht mehr offensichtlich. Der König besuchte niemals das Land und hatte dort durch die Abschaffung des Generalgouverneurs keine Repräsentanten. Hydes Nachfolger Seán Ó Ceallaigh war ab dem 25. Juni 1945 Präsident von Irland. 
Hyde war von frühester Jugend an mit dem Irisch-Gälischen vertraut und widmete sich zeit seines Lebens eingehenden Studien der irischen Sprache und ihrer Geschichte. Dabei leistete er außerordentlich vielseitige Beiträge zur Kulturgeschichte Irlands und zählte zu den bedeutendsten Sammlern von irischem Volksgut. Seine 1894 veröffentlichten Love Songs of Connacht gelten als eine der einflussreichsten Sammlungen dieser Art. Hyde fügte den gälischen Texten englische Übersetzungen bei, die allerdings nicht wie an anderer Stelle in dem Englisch der gebildeten Literaten gehalten waren, sondern im Sprachstil der einfachen Landbevölkerung übertragen wurden. Ebenso verfasste er eine Geschichte der gälischsprachigen Literatur Irlands (Literary History of Ireland, 1899) und schrieb mehrere Dramen in irischer Sprache, was zur damaligen Zeit ein völliges Novum darstellte. Zu seinen Theaterstücken gehörte das 1903 entstandene Schauspiel An Tincéir agus an tSidheóg, das 1905 mit einer musikalischen Begleitung durch den in Dublin lebenden Komponisten Michele Esposito zum ersten Mal aufgeführt wurde. Später entwickelte Esposito den Stoff zu einer Oper in einem Akt mit dem Titel The Tinker and the Fairy, zu der Hyde das Libretto schrieb und die 1910 in Dublin uraufgeführt wurde. Daneben übertrug er zahlreiche Texte aus dem Irischen ins Englische.

## Werke
- Beside the Fire (1890)
- The Story of Early Gaelic Literature (1897)
- The Bursting of the Bubbles and other Irish Plays (1905)